# 西沙折额蟹
西沙折额蟹（学名： Chen, 1979）为蜘蛛蟹總科折额蟹属的动物。折额蟹属原屬蜘蛛蟹科宝石蟹亚科（Mithracinae），今屬宝石蟹科（Mithracidae MacLeay, 1838）。其物種體較厚實而圓，头胸甲长26.0毫米，19.1毫米。足細長，行動遲緩。多數食腐肉。分布于南中国海的西沙群岛。